# Gat, Filisteja
Gat (hebrejsko גַּת‬, vinska stiskalnica, latinsko Get), pogosto omenjen kot Filistejski Gat, je bil ena od petih filistejskih mestnih držav, ustanovljenih v severozahodni Filisteji. Gat je pogosto omenjen v hebrejski Bibliji. Njegov obstoj potrjujejo tudi egipčanski napisi.
Arheološko najdišče, ki se najpogosteje istoveti z Gatom, je grič Tell es-Safi (arabsko) ali  Tel Zafit (hebrejsko) v izraelskem narodnem parku Tel Zafit. Napisa, ki bi dokončno potrdil istovetnost, še niso odkrili. Nedavna izkopavanja so dokazala, da je bilo mesto v poznem 9. stoletju pr. n. št. oblegano in po zavzetju popolnoma uničeno. Uničenje je morda povezano s svetopisemskim zapisom, da ga je osvojil Hazael iz Aram-Damaska.

## Omembe v Bibliji
Gat je v hebrejski Bibliji omenjen kot eno od petih glavnih filistejskih mest (Jozue 3:3,  1 Samuel 5:7-10; 6:17). Bil je eno od zadnjih zatočišč Anakovcev pred osvajalnimi Izraelci pod Jozuetom (Jozue 11:22). Filistejska mesta od Ekrona do Gata  sta osvojila ali kralj Samuel (1 Samuel 7:14) ali kralj Davida (1 Kroniška 18: 1), čeprav   Prva knjiga kraljev  2:39-40 navaja, da je bil v času kralja Salomona še vedno vladal  kralj Filistejcev z imenom Ahiš. Kralj Ahiš je kot vladar Gata omenjen v času kraljev Saula, Davida in Salomona, zato se poraja vprašanje ali sta bila v Gatu dva ali več kraljev s tem imenom. Iz Gata so bili tudi Goliat in njegovi bratje in Itai in njegovih 600 vojakov, ki so pomagali Davidu pobegniti iz izgnanstva v Absalomu. David je pobegnil v Gat in služil pod njegovim kraljem  Ahišem. Med Salomonovim vladanjem je v Gat odšel Šemi, da bi dobil nazaj svoja pobegla hlapca (1 Kralji 2:39–40). V 2 Kralji 12:18 je zapis, da je Gat osvojil aramski kralj Hazael.

## Prepoznavanje
Ištori Haparhi (1280–1355) in drugi zgodnji judovski pisci so pisali, da je Ramla svetopisemski filistejski Gat. Prve arheološke raziskave so pokazale, da Ramla ni zgrajena na ostankih starega mesta, nedavne raziskave pa so na južnem robu Ramle le odkrile ruševine starega mesta.
Benjamin Mazar je predpostavil, da starodavni Gat stoji na mestu z imenom Ras Abu Hamid vzhodno od Ramle. Avi-Yonah je temu ugovarjal in trdil, da gre za nek drug Gat, ki se zdaj imenuje Gat-Gittaim. Njegovo mnenje podpirajo tudi drugi znanstveniki.
Edward Robinson, učenjak iz 19. stoletja, je Gat prepoznal v  Tell es-Safiju. Njegova domneva je splošno veljala do začetka 20. stoletja. Slavni arheolog W. F. Albright je v  1920. letih njegovo prepoznavanje zavrnil, ker arheološke raziskave v  Tell es-Safiju niso dale nobenega dokaza za njegovo trditev. Albright je za Gat predlagal najdišče Tell 'Areini  blizu Kiryat Gata. Njegov predlog je bil kljub nekaj ugovorom sprejet do te mere, da je Odbor izraelske vlade za poimenovanja leta 1953 Tell 'Areini preimenoval v Tel Gat.  Izkopavanja v Tell 'Areiniju so se začela leta 1959, vendar niso odkrila nobenih sledov srednje bronaste dobe, zato so za Gat predlagali tretje najdišče Tel Nagila. Predlog so po izkopavanjih v 1980. letih zavrgli in pozornost preusmerili nazaj na Tell es-Safi.
Na Madabski karti (mozaiku) iz 6. stoletja je Tell es-Ṣāfi/Tell el-Ṣāfiyya zapisan kot Safita (grško  ΣΑΦΙΘΑ). Na isti karti je filistejski Gat, omenjen kot "Gitta, ena od petih satrapij", umeščen malo zahodno od Loda, kar ustreza sodobni Ramli. Drugi še vedno vztrajajo pri trditvi, da je Gat istoveten s Safito, dve mesti Gat na Madabski karti pa pripisujejo napaki prepisovalca z mozaika.

## Arheologija
Gat ali Get je bil eno od petih staroveških filistejskih mest v Kanaanu. Druga štiri mesta filistejskega pentapolisa so bila  Gaza, Ekron, Aškelon in Ašdod. Grič, naseljen v več zgodovinskih obdobjih, stoji v osrednjem Izraelu na meji med južno obalno ravnino  in judejskim predgorjem približno na pol poti med  Jeruzalemom in Aškelonom.
Raziskovalci so grič prvič opazili sredi 19. stoletja. Leta 1899 sta  ga na hitro raziskovala britanska arheologa F.J. Bliss in R.A.S. Macalister, temeljite raziskave pa so se začele šele leta 1996 pod vodstvom  Arena Maeirja z izraelske Univerze Bar-Ilan.
Najdišče je bilo naseljeno od prazgodovine do danes. Najstarejši dokazi za naselje so iz kamene dobe (okoli 5. tisočletja pr. n. št.). Sodobna palestinska vas Tell es-Safi, zgrajena na tem mestu,  je bila zapuščena med arabsko-izraelsko vojno leta 1948.